# Frédérick Botin
Frédérick Botin (23 november 1970) is een Belgisch politicus voor de MR.

## Levensloop
Van opleiding boekhouder, werd Botin beroepshalve directeur van de algemene diensten van de Waalse Vereniging van Veehouders (AWE).
Sinds 2011 is hij voor de MR gemeenteraadslid van Ciney, waar hij van 2012 tot 2018 schepen was.
Bij de Waalse verkiezingen van mei 2019 stond Botin als eerste opvolger op de MR-lijst in het arrondissement Dinant-Philippeville. In juni 2019 werd hij effectief lid van het Waals Parlement en het Parlement van de Franse Gemeenschap als opvolger van François Bellot, ontslagnemend minister in de Federale Regering. Toen Bellots ministerschap in oktober 2020 ten einde kwam, eindigde ook het parlementair mandaat van Botin.